# Lnovité

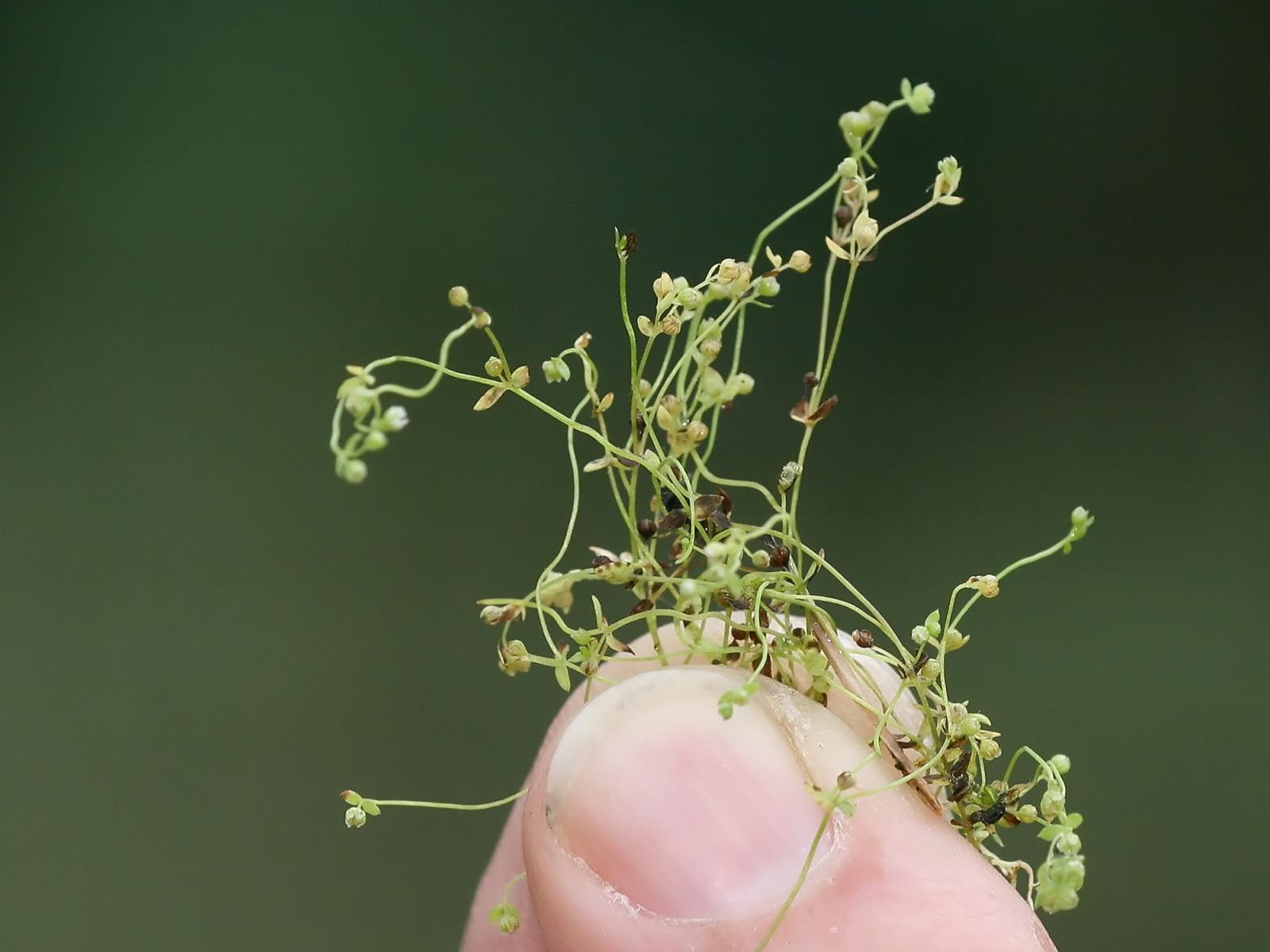
Stozrník lnovitý (Radiola linoides)

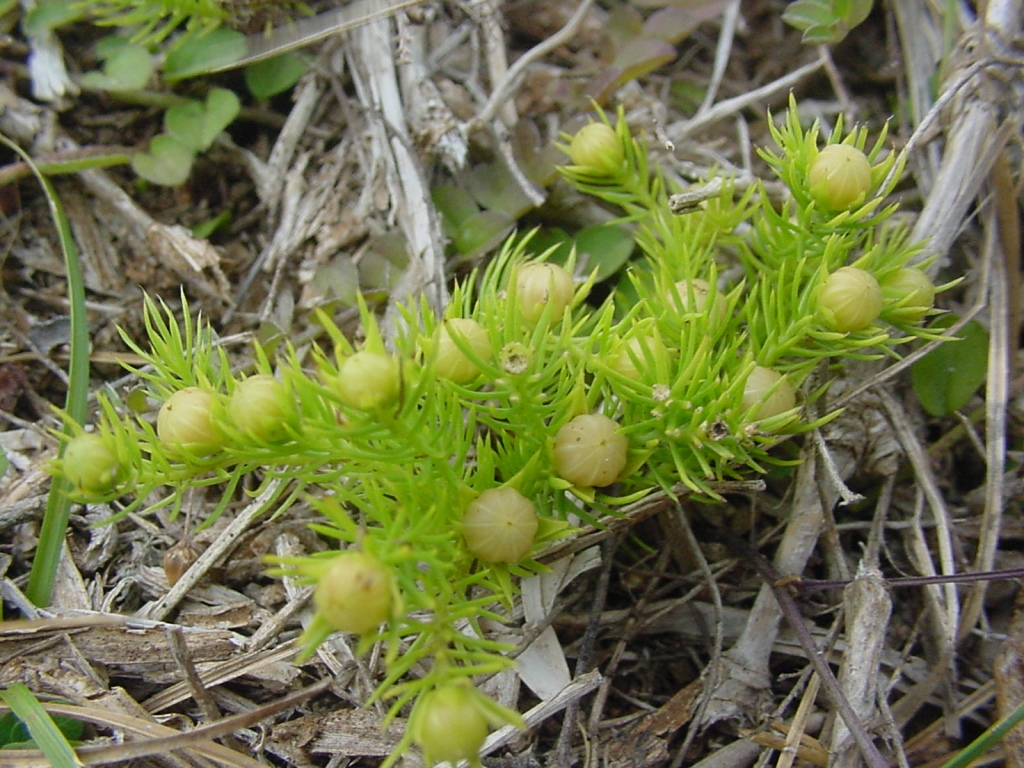
Cliococca selaginoides

Lnovité (Linaceae) je čeleď vyšších dvouděložných rostlin z řádu
malpígiotvaré (Malpighiales). Jsou to byliny i dřeviny s jednoduchými listy a téměř pravidelnými pětičetnými květy. Čeleď zahrnuje asi 300 druhů v 10 rodech. Je rozšířena po celém světě. V České republice se vyskytuje několik druhů rodu len a stozrník lnovitý. Len setý je stará kulturní rostlina, poskytující textilní vlákno a olej.

## Popis
Jednoleté nebo vytrvalé byliny a stromy s jednoduchými střídavými nebo vstřícnými listy s opadavými palisty.
U některých bylinných zástupců jsou
palisty přeměněny ve žlázky. Květy částečně souměrné (s asymetrickým kalichem a
někdy i souborem tyčinek), drobné nebo nápadné, oboupohlavné, ve vrcholových květenstvích. Kalich i koruna je z 5 plátků.
Tyčinek je 5, 10 nebo 15, na bázi srostlých, někdy jsou přítomna staminodia. Semeník je svrchní, srostlý ze 2 až 5
plodolistů, se stejným nebo dvojnásobným počtem komůrek a s 1 až 5 čnělkami. U zástupců podčeledi Linoideae jsou v semeníku vyvinuty
tzv. nepravé přehrádky, rozdělující semeník na dvojnásobek segmentů, než je původní počet plodolistů.
V každém plodolistu jsou 2 vajíčka. Plodem je tobolka nebo peckovice.

## Rozšíření
Čeleď zahrnuje asi 300 druhů v 10 až 12 rodech. Je celosvětově rozšířená. Největším rodem je len (Linum, asi 180 druhů).
V květeně ČR je čeleď zastoupena dvěma rody: len (Linum) a stozrník (Radiola).

## Taxonomie
V minulosti byla čeleď lnovité (Linaceae) řazena do řádu lnotvaré (Linales) v rámci třídy Rosidae.
V některých taxonomických systémech byli dřevití zástupci (podčeleď Hugonioideae) zařazeni do samostatné čeledi
Hugoniaceae.
Podle současného pojetí je dělena na 2 podčeledi – Linoideae (byliny, 6 rodů především v severním mírném a subtropickém pásu)
a Hugonioideae (dřeviny, 4 až 6 rodů, v tropech celého světa).

## Zástupci
- len (Linum)
- stozrník (Radiola)
- reinwardtie (Reinwardtia)[1]

## Význam
Ekonomicky nejdůležitějším druhem je len setý (Linum usitatissimum), dnes pěstovaný v mimotropických oblastech po celém světě.
Poskytuje textilní vlákno a jedlý olej. Severoameričtí Indiáni používali len Linum lewisii na pletení rybářských sítí.
Také australští Aboridžinci používají vlákno na rybaření a jedí semena lnu Linum marginale.
Některé africké druhy rodu Hugonia mají jedlé plody. Několik druhů lnu je pěstováno v zahradách jako okrasné trvalky, např.
len žlutý (Linum flavum).

## Seznam rodů
Anisadenia, Cliococca, Durandea, Hebepetalum,
Hesperolinon, Hugonia, Indorouchera, Linum (včetně Mesynium, Mesyniopsis),
Philbornea, Radiola, Reinwardtia, Roucheria,
Sclerolinon, Tirpitzia